# Marco de la República Democrática Alemana
El marco de la República Democrática Alemana (en alemán: Mark der DDR), también llamado Ostmark, fue la unidad monetaria de ese país hasta su desaparición política en 1990. Su código ISO 4217 era DDM.

## Historia

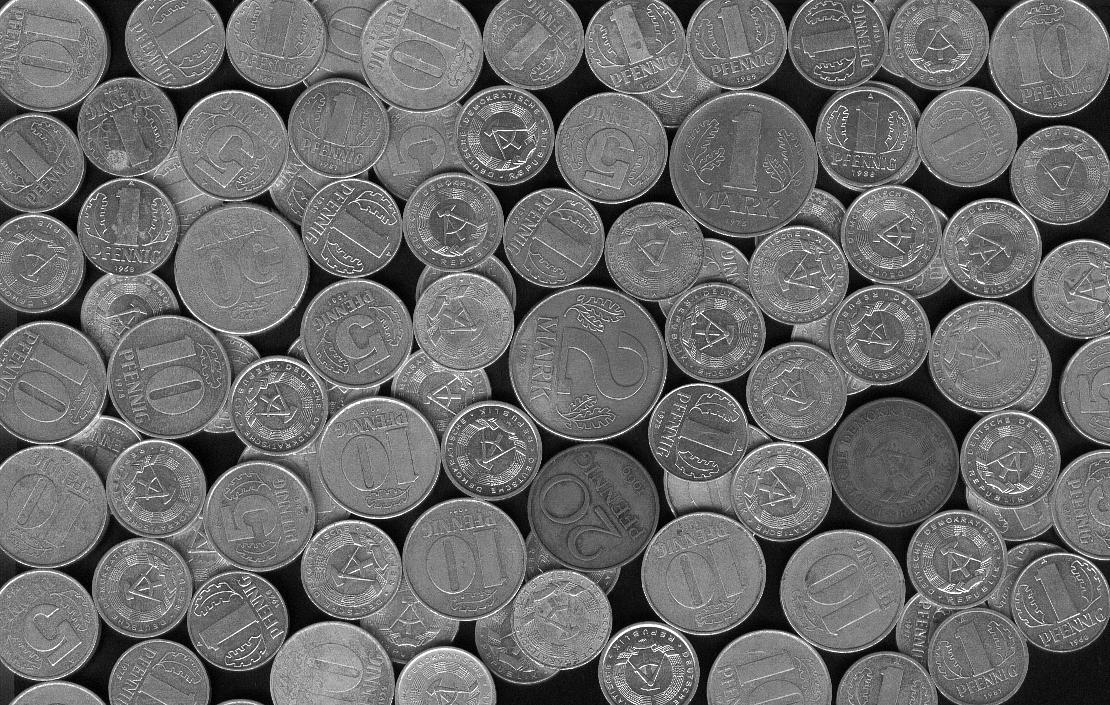
Monedas de la República Democrática Alemana.

El 21 de junio de 1948, el Reichsmark y el Rentenmark fueron retirados de circulación en las zonas occidentales de ocupación y sustituidos por el Marco alemán emitido por el banco federal alemán (que se llamaría luego Bundesbank).Debido a que el Reichsmark seguía siendo moneda de curso legal en la zona soviética de ocupación, la moneda circulaba hasta el este desde el oeste, donde carecía de valor, provocando inflación. Como medida de emergencia, el 23 de junio de 1948, los soviéticos pusieron cupones adhesivos a los billetes de banco del Reichsmark y de Rentenmark para que los dueños pudiesen probar su origen, hasta un límite de 70 Reichsmark por persona. Solamente tales billetes de banco podrían ser intercambiados hasta que el Deutsche Notenbank (la contraparte alemana oriental del Bundesbank) emitiera el nuevo Marco alemán.

### Marco alemán del Deutsche Notenbank (DM)
El 24 de julio de 1948 fue puesta en circulación una nueva serie de billetes conocida oficialmente como Deutsche Mark von der Deutschen Notenbank hasta 1964.

### Marco del Deutschen Notenbank (MDN)
A partir de 1964 hasta el año 1967, la moneda alemana del este fue señalada oficialmente como Marco del Deutschen Notenbank (MDN).

### Marco de Deutschen Demokratischen Republik (Marco de la DDR)
Con las enmiendas constitucionales de 1968 y 1974, la dirección de la Alemania Oriental se alejó de la meta original de una Alemania unificada, utilizando el término "alemán del este" y no "alemán". De esta manera el nombre de la unidad monetaria fue cambiado de MDN al de Mark von der Deutschen Demokratischen Republik (Marco de la DDR), y el nombre del banco de estado de Deutsche Notenbank al de DDR Staatsbank.
Las monedas de 1 y 2 Marcos emitidas antes de la retitulación, continuaron circulando durante varios años, pero fueron sustituidas gradualmente en los años 80.

### Regulaciones de intercambio mínimas
El Marco alemán del este fue valorado oficialmente por el gobierno alemán del este en la paridad con el Marco alemán de la R.F. Alemana, pero nunca fueron convertibles estas dos monedas. Comenzando en 1964, el gobierno alemán del este instituyó un Zwangsumtausch (cambio forzado), por el que requirieran a la mayoría de los visitantes de países extranjeros no socialistas intercambiar una cantidad de Marcos alemanes (o de otras monedas fuertes) para los marcos alemanes del este con una tasa de cambio de 1 Marco alemán del este a 1 Marco alemán . Comenzando el 13 de octubre de 1980, requirieron a los visitantes occidentales a la RDA (excepto de Finlandia) intercambiar un mínimo de 25 Marcos alemanes por Marcos alemanes del este por día. Algunas excepciones fueron autorizadas: por ejemplo, eximieron a los turistas que reservaron las estancias del hotel en la RDA que fueron pagadas en moneda fuerte cumpliendo los requisitos mínimos del intercambio. (Por supuesto, tales gastos de alojamiento excedieron casi siempre el umbral diario del intercambio de 25 marcos). En otras ocasiones, concedieron exenciones o fueron autorizados los Berlineses del oeste, los jubilados, los niños, y la juventud redujeron cantidades mínimas del intercambio. Los miembros de las fuerzas militares aliadas occidentales establecidas en Berlín occidental estaban también exentos de cumplir estas reglas al visitar Berlín del este, en parte porque los aliados occidentales no reconocieron la autoridad de la RDA para regular las actividades de su personal militar en Berlín del este; solamente la Unión Soviética era considerada competente para hacer eso.

### Intercambio en el mercado negro
En el mercado negro, el cambio era cerca de 5 a 10 Marcos alemanes del este a 1 Marco alemán (DM). A mediados de los años ochenta, uno podría visitar fácilmente oficinas de intercambio de la moneda extranjera en Berlín occidental y comprar billetes de banco alemanes del este (en denominaciones de 50 y 100 Marcos Alemanes del este) en el índice de 5 (este) = 1 (oeste). Sin embargo, la RDA prohibió la importación o la exportación de la moneda alemana del este (así como las monedas de otros países socialistas) dentro o fuera de la RDA, y las penas por violación a esta prohibición se extendieron de la incautación de la moneda pasada de contrabando al encarcelamiento.El Marco alemán del este no se podía usar en las tiendas Intershop para adquirir bienes de consumo occidentales; solamente las monedas fuertes o los cheques del foro fueron aceptados.

### Caída del muro de Berlín: Adopción del Marco alemán
Sobre la adopción del Marco alemán en la Alemania Oriental el 1 de julio de 1990, el Marco alemán del este fue convertido en la igualdad para los salarios, los precios y los ahorros básicos (hasta un límite de 4000 Marcos por persona, a excepción de los niños (menos) y de los pensionistas (más)). Cantidades más grandes de ahorros, de deudas de compañía y de préstamos de cubierta fueron convertidos en una tarifa de 2:1 mientras que el "dinero especulativo", poco antes de la unificación, fue convertido en un índice de 3:1. Este cambio fue pensado como subsidio masivo para Alemania del este por el gobierno de la República Federal de Alemania, y sigue siendo polémico entre economistas, con la discusión de que el intercambio de la moneda era la manera más práctica  de unificar la economía alemana rápidamente, y otras discutiendo que el intercambio aumentó la interrupción de la unificación alemana, y entre otras cosas, haciendo a la industria germano-oriental poco competitiva.

## Monedas

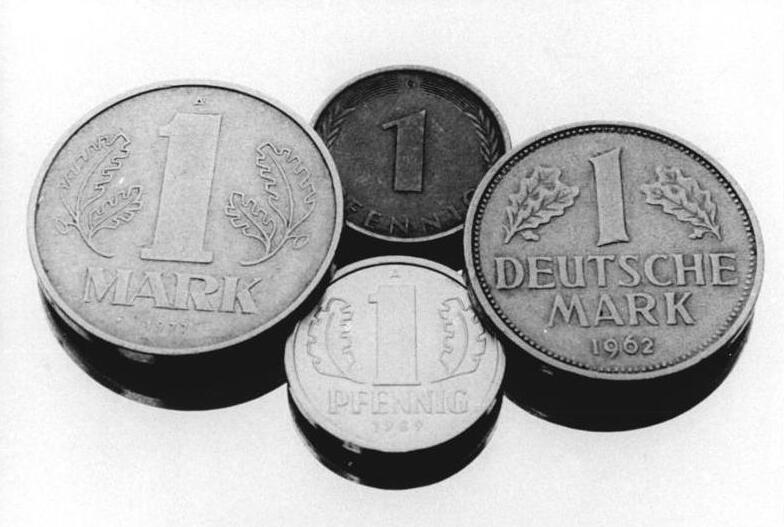
Monedas de 1 Pfennig y de 1 Marco de la República Democrática Alemana y de la República Federal Alemana.

La primera serie de monedas emitidas en 1948 consistió valores de 1, 5, 10 Pfennig, todas estas de aluminio. Dos años después se agregó la moneda de 50 Pfennig, compuesta de Bronce de Aluminio.
Luego la moneda de 50 Pfennig se empezó a acuñar en Aluminio, y en 1956 se agregaron monedas de 1 y 2 Marcos, también en Aluminio. En 1969 se agregó la moneda de 20 Pfennig de Latón.
Luego de la unificación de las dos repúblicas las monedas de 1, 5, 10, 20 y 50 Pfennig de la República Democrática Alemana siguieron circulando hasta la adopción del Euro, porque el Bundesbank dijo que no podía abastecer totalmente a la antigua República socialista con monedas fraccionarias.
| Anverso y reverso | Material           | Peso        | Tamaño        |
| ----------------- | ------------------ | ----------- | ------------- |
| 1 Pfennig         |                    |             |               |
|                   | Aluminio           | 0.75 gramos | 17 milímetros |
| 5 Pfennig         |                    |             |               |
|                   | Aluminio           | 1.10 gramos | 19 milímetros |
| 10 Pfennig        |                    |             |               |
|                   | Aluminio           | 1.50 gramos | 21 milímetros |
| 50 Pfennig        |                    |             |               |
|                   | Bronce de Aluminio | 2.0 gramos  | 23 milímetros |

| Anverso y reverso | Material           | Peso        | Tamaño        |
| ----------------- | ------------------ | ----------- | ------------- |
| 1 Pfennig         |                    |             |               |
|                   | Aluminio           | 0.75 gramos | 17 milímetros |
| 5 Pfennig         |                    |             |               |
|                   | Aluminio           | 1.10 gramos | 19 milímetros |
| 10 Pfennig        |                    |             |               |
|                   | Aluminio           | 1.50 gramos | 21 milímetros |
| 50 Pfennig        |                    |             |               |
|                   | Bronce de Aluminio | 2.0 gramos  | 23 milímetros |

Las monedas de 50 pfennig siguieron circulando normalmente.
| Anverso | Reverso | Material | Peso         | Tamaño        |
| ------- | ------- | -------- | ------------ | ------------- |
| 1 Mark  |         |          |              |               |
|         |         | Aluminio | 2.5 gramos   | 25 milímetros |
| 2 Mark  |         |          |              |               |
|         |         | Aluminio | 3.0 gramos ) | 27 milímetros |

| Anverso    | Reverso | Metal    | Peso                      | Diámetro                        |
| ---------- | ------- | -------- | ------------------------- | ------------------------------- |
| 1 Pfennig  |         |          |                           |                                 |
|            |         | Aluminio | 0,75 gramos (0,026 onza)  | 17 milímetros (0,669 pulgada)   |
| 5 Pfennig  |         |          |                           |                                 |
|            |         | Aluminio | 1,10 gramos (0,039 ounce) | 19 milímetros (0,748 pulgada)   |
| 10 Pfennig |         |          |                           |                                 |
|            |         | Aluminio | 1,50 gramos (0,053 onza)  | 21 milímetros (0,827 pulgada)   |
| 20 Pfennig |         |          |                           |                                 |
|            |         | Latón    | 5,4 gramos (0,19 onza)    | 22,2 milímetros (0,874 pulgada) |
| 50 Pfennig |         |          |                           |                                 |
|            |         | Aluminio | 2,0 gramos (0,071 onza)   | 23 milímetros (0,906 pulgada)   |
| 1 Mark     |         |          |                           |                                 |
|            |         | Aluminio | 2,5 gramos (0,088 onza)   | 25 milímetros (0,984 pulgada)   |
| 2 Mark     |         |          |                           |                                 |
|            |         | Aluminio | 3,0 gramos (0,106 onza)   | 27 milímetros (1,063 pulgadas)  |

## Monedas conmemorativas
| Frente | Reverso |
| --- | ------- |
| 5 Mark Moneda conmemorativa del vigésimo aniversario de la RDA de 5 Marcos (Material: Bronce de Níquel)                          |         |
| |         |
| 10 Mark Moneda conmemorativa de 10 Marcos. Conmemorando los 25 años de las fuerzas militares de la RDA. (Material:Cupro-Níquel). |         |
| |         |
| 10 Mark Moneda que conmemora los 100 años del nacimiento de Ernst Thälmann (Material:Cupro-Níquel)                               |         |
| |         |
| 10 Mark Moneda que conmemora los 40 años de la liberación del gobierno fascista (Material:Cupro-Níquel)                          |         |
| |         |

Había 123 monedas conmemorativas, que tenían un valor nominal de 5, 10 y 20 Marcos. Las monedas fueron lanzadas debido a varios aniversarios o acontecimientos especiales. Usando Bronce de Níquel como metal, también otras aleaciones fueron utilizados para las monedas, como el Cupro-Níquel.
Una lista completa de todas las monedas conmemorativas lanzadas se puede encontrar en el DDR de Gedenkmünzen del der de Liste. Algunas de las monedas conmemorativas se produjeron en gran cantidad, especialmente e 5 Marcos. La alta acuñación de esas monedas hizo que fueran incorporadas a la circulación, porque no eran de gran valor para los coleccionistas.

## Billetes previos a 1948
Los viejos billetes de Rentenmark y Reichsmark entonces en la circulación en la zona soviética de ocupación tenían estampillas adhesivas puestas en junio de 1948 para ampliar su validez mientras que los billetes de banco nuevos eran impresos. Estos billetes fueron publicados en denominaciones de 1, 2, 5, 10, 20, 50 y 100 Marcos. Estos billetes reeditados fueron referidos como Klebemark (Marcos stickers) o Kuponmark (Marcos cupón).
|  |  | 1 Klebemark   |
|  |  | 5 Klebemark   |
|  |  | 10 Klebemark  |
|  |  | 20 Klebemark  |
|  |  | 50 Klebemark  |
|  |  | 100 Klebemark |

## Series de 1948
Los billetes reeditados de Reichsmark y de Rentenmark con las estampillas adhesivas fueron quitados de circulación por los billetes rediseñados el 24 de julio de 1948, en denominaciones de 50 Pfennig, 1, 2, 5, 10, 20, 50, 100, y 1000 Marcos alemanes de Deutschen Notenbank (DM).
|  |  | 50 Pfennig   |
|  |  | 1 Marco      |
|  |  | 2 Marcos     |
|  |  | 5 Marcos     |
|  |  | 10 Marcos    |
|  |  | 20 Marcos    |
|  |  | 50 Marcos    |
|  |  | 100 Marcos   |
|  |  | 1.000 Marcos |

## Series de 1955
En el año 1955 se introdujo una nueva serie de billetes más moderna con estos valores: 5, 10, 20, 50 y 100 Marcos.
|  |  | 5 Marcos   |
|  |  | 10 Marcos  |
|  |  | 20 Marcos  |
|  |  | 50 Marcos  |
|  |  | 100 Marcos |

## Series de 1964
En 1964, el banco publicó una nueva serie de billetes con valores de 5, 10, 20, 50 y 100 Marcos. Debido a esta emisión, los billetes de la serie 1948 y 1955 fueron retirados de circulación.
|  |  | 5 Marcos   |
|  |  | 10 Marcos  |
|  |  | 20 Marcos  |
|  |  | 50 Marcos  |
|  |  | 100 Marcos |

## Series de 1971/1975
Las series finales de billetes alemanes del este con fechas de 1971 o 1975 y fueron publicadas en denominaciones del de 5, 10, 20, 50 y 100 Marcos DDR (m). Sobre su emisión, las series de 1964 de MDN fueron retiradas gradualmente de la circulación. El billete de banco de 5 MDN era el último que se retiraría, en 1981.
|  |  | 5 Marcos   |
|  |  | 10 Marcos  |
|  |  | 20 Marcos  |
|  |  | 50 Marcos  |
|  |  | 100 Marcos |
|  |  | 200 Marcos |
|  |  | 500 Marcos |

## Quema de billetes tras la unificación
Casi todos los billetes de la RDA (cerca de 100 mil millones de marcos), o 620 millones de billetes de banco con un volumen de 4500 m³, incluyendo todos los billetes de 200 y 500 marcos, fueron colocados en almacenaje en 1990 y 1991 en dos cavernas de piedra arenisca de 300 m de longitud en el Thekenberge cerca de Halberstadt. En total, 3000 toneladas de billetes de banco, las libretas de banco, y los cheques fueron almacenados allí, siendo traído por un convoy militar de la DDR desde el Staatsbank en Berlín.
En julio de 2001, fue descubierto que dos residentes de Halberstadt habían logrado entrar al depósito de billetes por medio de un túnel. Los dos criminales, de 24 y 26 años fueron condenados a una pena de cuatro meses de prisión y a tres años de libertad condicional. Además, tuvieron que pagar 120 euros a una organización no lucrativa. Todavía suelen aparecer billetes sin circular de 200 y 500 marcos entre los coleccionistas.
Los últimos billetes fueron quemados en 2002.

## Moneda militar de República Democrática de Alemania
En 1955, la Alemania Oriental imprimió billetes especiales para los militares, que nunca fueron utilizados para transacciones económicas. Eran similares a la serie de billetes 1948, se publicaron billetes con denominaciones de 5, 10, 20, 50 y 100 Marcos. Las preparaciones fueron hechas para introducirlos en 1980, pero nunca fueron realizados. Fueron pensados para ser utilizados en misiones internacionales del ejército de Alemania del Este (NVA).
Algunos ejemplares de esos billetes fueron robados y unos pocos coleccionistas los consiguen por mercado negro.